# Adalbert de Lorraine
Pour les articles homonymes, voir Adalbert.
Adalbert d'Alsace, décédé à la bataille de Thuin le 11 novembre 1048, fut un duc de Lorraine de 1047 à 1048. Il était fils de Gérard IV de Bouzonville, comte de Metz, et de Gisèle de Franconie.
Il fut lui-même comte de Metz (Adalbert III, 1045-1048).

## La succession de la Haute-Lotharingie
La Lotharingie avait été scindée en deux duchés, de Haute- et Basse-Lotharingie ; Gothelon Ier, de la maison d'Ardennes, fut pourtant en 1033 à la fois duc de Basse- et de Haute-Lotharingie.
À sa mort en 1044, son fils Godefroy II le Barbu lui succéda en Haute-Lotharingie, mais se révolta en 1046 de n'avoir obtenu également la Basse-Lotharingie. L'empereur Henri III le vainquit et lui reprit le duché, qu'il confia, début 1047, au comte de Metz, Adalbert d'Alsace. Celui-ci est alors considéré comme le premier duc de Lorraine.
Cependant, Godefroy continua la lutte et tua Adalbert à la bataille de Thuin le 11 novembre 1048. Cela ne lui permit pas de récupérer son duché, puisqu'Henri III nomma immédiatement le frère d'Adalbert, Gérard d'Alsace duc de Lorraine.

## Adalbert, sa famille, et le comté de Longwy
Vers 1960, Szabolcs de Vajay (en) attribua à Adalbert, sur la base de deux documents, le comté de Longwy, et le dit marié à Clémence, fille du comte de Foix et père de deux filles, Etiennette, mariée à Guillaume, comte de Bourgogne, et Ermesinde, mariée à Guillaume VII, duc d'Aquitaine. Son avis fut suivi par plusieurs historiens, mais Szabolcs de Vajay s'avisa par la suite que cette théorie était basée sur des erreurs d'interprétation des documents consultés.
Il en résulte que la paternité de ces deux filles est abandonnée (Etiennette est maintenant rattachée plutôt à la maison de Barcelone ; et Ermesinde et le comté de Longwy sont reliés à la maison de Luxembourg). Clémence, considérée comme épouse pour expliquer l'apparition de ce prénom parmi les filles d'Etiennette et d'Ermesinde, n'a plus lieu d'être considérée comme l'épouse d'Adalbert. Finalement, on ne sait pas si Adalbert s'est marié, quel fut le nom de son épouse, ni s'il en eut des enfants.

## Sources
- Adalbert Herzog von Ober-Lothringen (1047-1048).
- Szabolcs de Vajay, « Parlons encore d'Étiennette », dans Onomastique et Parenté dans l'Occident médiéval, Oxford, Linacre College, Unit for Prosopographical Research, coll. « Prosopographica et Genealogica / 3 », 2000, 310 p. (ISBN 1-900934-01-9), p. 2-6.
- Henry Bogdan, La Lorraine des ducs, sept siècles d'histoire, Perrin, 2005 [détail des éditions] (ISBN 2-262-02113-9).